# Finansdirektör
Finansdirektör eller den engelskspråkiga titeln Chief Financial Officer förkortat CFO, avser en person som ansvarar för ett företags finanser. Kan även kallas ekonomichef.